# Flora de Asturias
La flora en Asturias es de gran variedad debido a su gran diversidad de territorios que van desde la alta montaña, bosques de diverso tipo, valles o zonas de dunas o playas.
Toda esta diversidad se ve reflejada en que un alto porcentaje del territorio tiene algún tipo de protección medioambiental. Así podemos destacar la existencia de cuatro reservas de la bioesfera, un parque nacional, cinco parques naturales, diez reservas naturales, diez parajes naturales y treinta y cinco monumentos naturales.
Esta red de espacios naturales comprenden alrededor de un tercio del territorio de la región

## Vegetación por zonas geográficas
Asturias pertenecer a la región eurosiberiana que se caracteriza por bosques frondosos. El tipo de vegetación viene determinado por el sustrato de la tierra además de la climatología.
Por esta razón podemos distinguir tres zonas según su estrato.
1. Zona occidental de la región al ser el sustrato predominante de carácter silíceo hace que abunden las coníferas y el abedul en las zonas más altas
2. Zona centro-oriental de la región compuesta por zonas silíceas y calcáreas hace que haya una mayor variedad vegetativa con bosques de coníferas y bosques frondosos con predominio de castaño.
3. Zona oriental en la que predomina el sustrato calcáreo con bosques frondosos compuestos principalmente por hayas.

## Vegetación por piso climático

### Colina
Este piso climático va desde el nivel del mar hasta los 800 metros.
Según los sustratos podemos- distinguir:
- Silíceo: Carbayedas(Quercus robur), castañares (C. sativa), abedulares (B. celtibérica). Dentro de la orla forestal de este piso podemos destacar las siguientes especies salvajes: Cytisus striatus, Erica arborea, Ulex europaeus, Cytisus scoparius, Pteridium aquilinum y las siguientes especies herbáceas: Teucrium scorodonia, Digitalis purpurea,sí que dices  pertenecientes a la comunidad Cytisetum scopario-striati. En las especies introducidas por cultivo o explotación forestal podemos destacar el pino de las especies Pinus pinaster y Pinus radiata principalmente y el eucalipto (Eucalyptus globulus).

- Calizo: Bosques de robles (Quercus robur) y fresnos (F. excelsior), arces (Acer pseudoplatanus), cerezos silvestres (Prunus avium), avellanos (Corylus avellana), tilos (Tillia platyphyllos) y olmos (Ulmus glabra). Dentro de la orla forestal de este piso podemos destacar: Cytisus multiflorus, Genista florida subespecie polygaliphylla, Cytisus  cantabricus, Adenocarpus complicatus subespecie lainzi, Primula vulgaris, Pulmonaria longifolia, Hypericum androsaemum, Carex sylvatica, Dryopteris affinis, Phyllitis scolopendrium, Dryopteris dilatata, Crataegus monogyna, Cornus sanguinea, Prunus spinosa, Ligustrum vulgare, Sambucus nigra, Rubus ulmifolius, Rosa sempervirens, Rosa canina, Clematitis vitalba, Lonicera periclymenum.

y según la humedad edáfica:
- Escasa: encinares (Quercus ilex) y carrascales (Quercus rotundifolia). Dentro de la orla forestal podemos destacar Laurus nobilis, Rhamnus alaternus, Arbutus unedo, Osyris alba, Ruscus aculeatus, Phillyrea media, Bromus erectus, Brachypodium pinnatum subespecie rupestre, Briza media, Anthyllis vulneraria. Existen también grupos de alcornoque (Quercus suber) pero se localizan en zonas de la cuenca del Navia.

- Abundante: Alisedas (Alnus glutinosa) y saucedas formadas por Salix eleagnos subespecie angustifolia, Salix purpurea subespecie lambertiana, Salix triandra subespacie discolor, Salix cantabrica y Salix salviifolia, todas ellas cercanas a los ríos y canales de agua. En una situación algo más alejada del cauce se pueden encontrar Salix alba, Salix fragilis, Salix rubens y el chopo negro (Populus nigra). En la zona alta del río que rara vez se encharca crecen alisos, fresnos, robles, olmos y sauces. Estos bosques tiene asociados las siguientes especies de sotobosque Carex pendula, Carex remota, Solanum dulcamara, Lysmachia memorum, Circaea lutetiana, Festuca gigantea, Ranunculus ficaria, Athyrium filix-femina, etc.

### Montano
Alturas desde los 800 hasta los 1.600 metros
Según los sustratos podemos distinguir:
- tu: Carbayedas (Quercus robur), robledales (Quercus petraea), rebollares (Quercus pyrenaica), hayedos (Fagus sylvatica), abedulares. Completa la vida vegetal de este tipo de suelo las especies vegetales siguientes: Cytisetum scopario-strati, Lithodoro prostatae, Ulicetum galli, Ulici europaei, Ericetu cinerae, Linario triornithophoroae, Quercetum pyrenaicae, Cytisus cantabricus, Daboecia cantabrica, Erica cinerea, Erica australis subespecie aragonensis, Calluna vulgaris, Alpagrostis setacea, Luzula mutans, Corex asturica, Ilex aquifolium, Vaccinium myrtillus, Luzula sylvatica subespecie henriquesii, Saxifraga spathularis, etc

- Calizo: Hayedos. El resto de la vida vegetal comprende principalmente a Cynosurus cristatus, Agrostis capilaris, Lolium perenne, Nardus stricta, Carici sylvaticae, Carex, Galium, Melica, Scilla, Corylus, Crataegus, Ilex, Sorbus, Rosa, Rubus, Prunus, Trifolium, Poa pratensis, Poa trivalis, Ribes, Rhamnus y Berberis como especies más características de estas zona.

y según la humedad edáfica:
- Escasa: Encinares y carrascales
- Abundante: Alisedas y saucedas

El resto de las especies vegetales de este tipo de sustrato es similar al que conforma en el piso colina.
La flora vegetal se completa con las siguientes especies:
- En la zona de carbayo Cytisus scoparius, Cytisus cantabricus

### Subalpino
Alturas de 1.600 a 2.200 metros de altura
Según el sustrato:
- Silíceo: enebrales y cervunales (J. communis)
- Caliza: Enebrales (J. communis ssp. alpina) y sabinales (J. Sabina)

Completa la vegetación de este estadio las siguientes: Armeria bigarrensis subespecie legionensis, Centaurea janeri subespecie babiana, Juniperus communitis, Arctostaphylos uva-ursi, Daphne laureola variedad cantábrica, Junipeurs sabina, diferentes tipos dentro del género Genista como pueden ser la hispanica o legionensis, Carex, Bromus, Avellinia, Helianthemum, Lithodora, Teucrium, Armeria cantabrica, etc.

### Alpino
Alturas superiores a 2.200 metros
En esta zona la vegetación existente son pastizales de alta montaña.